# Abadan, Iran
Abadan (listenⓘ tiếng Ba Tư: آبادان) là một thành phố thuộc tỉnh Khuzestan ở miền tây nam Iran. Thành phố này nằm trên đảo Abadan (68 km/42 dặm bề dài, 3–19 km hay 2–12 dặm bề rộng, hòn đảo được bao quanh về phía tây là Arvand/Shatt al-Arab theo đường biển và về phía đông là Bahmanshir nằm trên cửa sông Karun), và cách vịnh Ba Tư 53 kilomet (33 dặm), gần biên giới Iraq-Iran. Đây là thủ phủ của Hạt Abadan. Dân số của thành phố giảm xuống gần bằng không trong chiến tranh Iran–Iraq kéo dài 8 năm. Vào năm 1992, chỉ có 84.774 người dân quay trở về sống trong thành phố. Đến năm 2001, dân số của thành phố đã đạt con số 206.073 người, và sau đó là 217.988 người theo cuộc điều tra dân số năm 2006.

## Từ nguyên học
Các tài liệu sớm nhất đề cập đến đảo Abadan được tìm thấy trong các ghi chép của nhà địa lý Marcian, trong đó ông đã đưa ra các tên "Apphadana".. Trước đó, nhà địa lý học cổ điển, Ptolemy đã chú thích "Apphana" là một hòn đảo nằm tại cửa sông Tigris (nơi đây là vị trí mà hòn đảo Abadan hiện đại tọa lạc). Một giả thuyết khác cho tên của nơi này đưa ra bởi 'B. Farahvashi cho rằng tên của đảo bắt nguồn từ tiếng Ba Tư, trong đó chữ "ab" (nước) và gốc "pā" (bảo vệ, tuần tra) do đó, abadan có nghĩa "trạm gác biển".
Trong thời kỳ hồi giáo, một gốc tích từ nguyên học giả đã được nhà sử học Ahmad ibn Yahya al-Baladhuri (mất 892) tạo ra, ông viết một câu chuyện dân gian cho rằng thành phố có thể được thành lập bởi một "Abbad bin Hosayn đến từ bộ lạc Ả rập Banu Tamim, người đã thành lập một nhóm du kích ở nơi này nhằm cai quản Hajjaj trong thời kỳ Ummayad.
Trong các thế kỷ sau đó, phiên bản tiếng Ba Tư của hòn đảo được đưa vào sử dụng rộng rãi trước khi nó được chấp nhận bởi một sắc lệnh chính thức vào năm 1935.

## Lịch sử
Abadan được cho là đã phát triển thành một thành phố cảng chính dưới sự cai quản của nhà Abbasid. Trong khoảng thời gian này, thành phố là nơi cung cấp muối và thảm dệt. Sự lắng đọng bùn lưu vực sông khiến cho thành phố phải dời xa vùng nước; Tuy nhiên, trong thế kỷ 14, Ibn Battutah miêu tả Abadan chỉ là một cảng nhỏ ở một đồng bằng phẳng đầy muối. Về mặt chính trị, Abadan thường xuyên là nơi tranh chấp giữa các nước láng giềng; năm 1847, Ba Tư chiếm nơi này, và nhà nước Abadan vẫn tồn tại bên trong Ba Tư. Từ thế kỷ 17 về sau, đảo Abadan là một phần đất của bộ lạc Ả rập Ka'ab (Bani Kaab). Một nhóm của bộ lạc này là Mohaysen, đặt tổng hành dinh tại Mohammara (ngày nay là Khorramshahr), cho tới khi Shaikh Khaz'al Khan bị lật đổ vào năm 1924.
Từ trước thế kỷ 20 những vùng đất giàu dầu mỏ đã được phát hiện trong khu vực. Năm 1910, dân số tại đây vào khoảng 400 người. Công ty Dầu Anh-Ba Tư xây dựng nhà máy lọc dầu đầu tiên của họ tại trạm cuối đường ống dầu Abadan, công trình bắt đầu vào năm 1909 và hoàn thành vào năm 1913 (xem Nhà máy lọc dầu Abadan). Cho đến năm 1938, đây là nhà máy lọc dầu lớn nhất thế giới. Cho đến thời điểm đó, đây vẫn là một cơ sở lọc dầu mỏ rộng lớn. Những cơ sở này cần một số lượng dân số lớn ở thành phố là hơn 220.000 người vào nămn 1956 cần cho hoạt động khai thác dầu.
Chỉ có 9% số nhân viên quản lý của công ty là đến từ Khuzestan. Tỉ lệ người bản xứ từ Tehran, Caspian, Azarbaijan và Kurdistan chiếm 4% số công nhân tại xưởng, 22% nhân viên văn phòng và 45% of số quản lý. Do đó, trong khi những người nói tiếng Ả rập được tập trung vào các vị trí thấp trong lực lượng lao động, các quản lý có xu hướng đến từ các tầng lớp trên.
Trong Thế chiến II, Abadan là một trung tâm hậu cần trong chương trình Lend-Lease theo đó các máy bay sẽ được gửi đến Liên Xô từ Hoa Kỳ.
Ngày 19 tháng 8 năm 1978—trong dịp kỷ niệm cuộc đảo chính do Hoa Kỳ hậu thuẫn của nhóm Shah lật đổ vị Thủ tướng Iran theo chủ nghĩa Quốc gia và được sự ủng hộ đông đảo của dân chúng, Ông Mohammed Mossadegh— tại Cinema Rex, một rạp chiếu phim ở Abadan, Iran, một nhóm bốn người cảm tình viên của Cách mạng Hồi giáo đã đặt bom nhằm giúp phát động một cuộc Cách mạng Hồi giáo. Cảnh sát địa phương tại Abadan đã phát hiện ra âm mưu, và bắt đầu tình nghi Hossein Takbali-zadeh và các đồng phạm của anh ta, cảnh sát cũng tổ chức theo dõi hoạt động của họ khi nhóm người này bước vào Cinema Rex. Cảnh sát quyết định tiếp tục theo dõi và theo dấu nhóm này sau khi họ rời khỏi rạp chiếu phim. Vụ việc này kết thúc dẫn đến Đám cháy Cinema Rex, khiến 350 người chết. Trong phiên tòa, Hossein Takbali-zadeh khai tên ba đồng phạm là Faraj, Falah, và Yadollah cũng đã bị thiêu rụi trong đám cháy. Tờ báo theo khuynh hướng cải cách Sobhe Emrooz đưa tin trong một bài xã luận rằng Cinema Rex bị đốt cháy bởi những người hồi giáo cấp tiến. Tờ báo lập tức bị đóng cửa ngay sau đó.
Vào tháng 12 năm 1980, Abadan gần như bị tràn ngập bởi một cuộc tấn công bất ngờ từ vào Khuzestan thực hiện bởi Iraq, đánh dấu sự bắt đầu chiến tranh Iran–Iraq. Trong vòng 18 tháng, Abadan bị bao vây, nhưng từng một lần bị chiếm giữ bởi lực lượng Iraq. Phần lớn thành phố, bao gồm cả nhà máy lọc dầu lớn nhất thế giới với năng suất 680.000 thùng mỗi ngày, đã bị tàn phá nặng nề học phá hủy bởi cuộc bao vây và dội bom. Trước chiến tranh, dân số thành phố và khoảng 300.000 người, nhưng khi trước khi cuộc bao vây kết thúc phần lớn dân chúng đã rời bỏ thành phố và tìm các nơi tị nạn khác ở Iran.
Sau chiến tranh, vấn đề lớn nhất là phải xây dựng lại nhà máy lọc dầu ở Abadan. Năm 1993, nhà máy lọc dầu bắt đầu hoạt động hạn chế và việc xuất cảng được tái thực hiện. Đến năm 1997, nhà máy lọc dầu đã đạt sản lượng tương đương với trước chiến tranh. Gần đây, Abandan trở thành nơi diễn ra các hoạt động đấu tranh của công nhân bằng việc đình công nhằm phản đối các khoản lương không được trả và tình hình chính trị của đất nước.

### Các sự kiện gần đây
Nhằm kỷ niệm sự kiện nhà máy lọc dầu ở Abadan đạt mốc 100 năm, chính quyền thành phố đang lên kế hoạc lập một bảo tàng dầu." Nhà máy lọc dầu Abadan đã được in trên mặt trái của tờ giấy bạc 100-rial của Iran vào năm 1965 và từ năm 1971 đến năm 1973.

## Danh lam thắng cảnh
Viện Công nghệ Abadan được thành lập ở Abadan vào năm 1939. Ngôi trường này chuyên về khoa học kỹ thuật và hóa học dầu, và được thiết kế để đào tạo nhân viên cho nhà máy lọc dầu trong thành phố. Tên trường đã được đổi vài lần, nhưng kể từ năm 1989, trường được xem như là một chi nhánh của Đại học Kỹ thuật Dầu khí, đặt trụ sở ở Tehran.
Có một sân bay ở Abadan. Sân bay này được thể hiện qua mã sân bay IATA là ABD.

## Văn hóa
Con người Abadan dường như đã giành được một vị trí thần thoại khắp đất nước Iran vì nhiều lý do. Trong suốt giai đoạn mở màng chiến tranh Iran–Iraq, thành phố láng giềng Khorramshahr đã bị lực lượng Iraq chiếm đóng. Kể từ khi Iran đã đi qua cuộc cách mạng, lực lượng vũ trang của họ không được chuẩn bị thỏa đáng, do đó quân đội Iran đã không có khả năng huy động một cách hiệu quả nhằm cản bước quân Iraq. Thay vào đó, người Abadan cầm lấy vũ khí và bảo vệ thành phố của chính họ. Bao nhiêu người Abadan thật sự chiến đấu và hiệu quả thật sự tùy thuộc vào người mà ta hỏi, nhưng người Abadan đã không hổ thẹn khi kể lại các câu chuyện về chiến tranh của họ đã khiến mọi người ở những nơi khác của đất nước cho rằng các câu chuyện của họ chỉ là phóng đại chỉ vì họ đã chiến đấu quá xuất sắc.
Abadan và tỉnh Khuzestan cũng được biết đến nhờ sản sinh ra nhiều tài năng bóng đá chơi cho đội tuyển quốc gia Iran. Trong đội địa phương, Sanat Naft Abadan (Công ty dầu Abadan) được gọi với cái tên 'Brazil của Iran' vì khi đội được thành lập, họ cố gắng mô phỏng lối chơi Brazil. Họ cũng dùng cùng màu áo với đội tuyển quốc gia Brazil.
Trước Cách mạng Iran, thành phố Abadan là một điểm đến hấp dẫn nhiều du khách. Abadan là một nơi trình diễn chính cho những buổi hòa nhạc của các Ca sĩ Iran và nhiềm buổi biểu diễn quốc tế. Trong khi toàn bộ đất nước Iran là những người có tôn giáo, người Abadan có một giai điệu riêng của họ được gọi là Bandari và đó là lý do tại sao người Iran trong trí nhớ về Abadan trước chiến tranh Iran-Iraq thường nói:'آبادان گلستان' "Abadan là Khu vườn", 'گلستان آبادانه' "Khu vườn là Abadan".

## Khí hậu
Khí hậu ở Abadan là khô và tương tự như Baghdad, nhưng chỉ hơi nóng hơn là do vị trí nằm ở vĩ độ thấp của Abadan. Mùa hè ở đây nóng và khô, với nhiệt độ lên đến 40oC gần như mỗi ngày. Mùa đông thì có một chút ẩm ướt em dịu và khá giống mùa xuân, bất chấp các đợt lạnh ngắn. Nhiệt độ vào mùa đông là vào khoảng 16-2040oC. Một đợt nắng nóng nhất thế giới chưa được khẳng định xảy ra ở đây với nhiệt độ lên tới 87 °C (189 °F).
| Dữ liệu khí hậu của Abadan, Iran (1961–1990) | Dữ liệu khí hậu của Abadan, Iran (1961–1990) | Dữ liệu khí hậu của Abadan, Iran (1961–1990) | Dữ liệu khí hậu của Abadan, Iran (1961–1990) | Dữ liệu khí hậu của Abadan, Iran (1961–1990) | Dữ liệu khí hậu của Abadan, Iran (1961–1990) | Dữ liệu khí hậu của Abadan, Iran (1961–1990) | Dữ liệu khí hậu của Abadan, Iran (1961–1990) | Dữ liệu khí hậu của Abadan, Iran (1961–1990) | Dữ liệu khí hậu của Abadan, Iran (1961–1990) | Dữ liệu khí hậu của Abadan, Iran (1961–1990) | Dữ liệu khí hậu của Abadan, Iran (1961–1990) | Dữ liệu khí hậu của Abadan, Iran (1961–1990) | Dữ liệu khí hậu của Abadan, Iran (1961–1990) |
| Tháng                                        | 1                                            | 2                                            | 3                                            | 4                                            | 5                                            | 6                                            | 7                                            | 8                                            | 9                                            | 10                                           | 11                                           | 12                                           | Năm                                          |
| -------------------------------------------- | -------------------------------------------- | -------------------------------------------- | -------------------------------------------- | -------------------------------------------- | -------------------------------------------- | -------------------------------------------- | -------------------------------------------- | -------------------------------------------- | -------------------------------------------- | -------------------------------------------- | -------------------------------------------- | -------------------------------------------- | -------------------------------------------- |
| Cao kỉ lục °C (°F)                           | 29.0 (84.2)                                  | 34.0 (93.2)                                  | 37.0 (98.6)                                  | 42.0 (107.6)                                 | 47.6 (117.7)                                 | 50.0 (122.0)                                 | 51.0 (123.8)                                 | 53.0 (127.4)                                 | 48.6 (119.5)                                 | 43.0 (109.4)                                 | 37.0 (98.6)                                  | 29.2 (84.6)                                  | 53.0 (127.4)                                 |
| Trung bình ngày tối đa °C (°F)               | 18.0 (64.4)                                  | 20.7 (69.3)                                  | 25.7 (78.3)                                  | 31.7 (89.1)                                  | 38.8 (101.8)                                 | 43.3 (109.9)                                 | 45.0 (113.0)                                 | 44.6 (112.3)                                 | 42.3 (108.1)                                 | 35.7 (96.3)                                  | 26.8 (80.2)                                  | 20.0 (68.0)                                  | 32.7 (90.9)                                  |
| Trung bình ngày °C (°F)                      | 12.3 (54.1)                                  | 14.7 (58.5)                                  | 19.3 (66.7)                                  | 24.8 (76.6)                                  | 31.2 (88.2)                                  | 35.3 (95.5)                                  | 36.8 (98.2)                                  | 36.1 (97.0)                                  | 32.8 (91.0)                                  | 26.9 (80.4)                                  | 19.5 (67.1)                                  | 13.8 (56.8)                                  | 25.3 (77.5)                                  |
| Tối thiểu trung bình ngày °C (°F)            | 6.9 (44.4)                                   | 8.6 (47.5)                                   | 12.7 (54.9)                                  | 17.4 (63.3)                                  | 22.8 (73.0)                                  | 26.1 (79.0)                                  | 27.7 (81.9)                                  | 26.8 (80.2)                                  | 23.1 (73.6)                                  | 18.5 (65.3)                                  | 13.1 (55.6)                                  | 8.3 (46.9)                                   | 17.7 (63.9)                                  |
| Thấp kỉ lục °C (°F)                          | −4.0 (24.8)                                  | −5.0 (23.0)                                  | −1.0 (30.2)                                  | 7.0 (44.6)                                   | 12.0 (53.6)                                  | 17.0 (62.6)                                  | 17.0 (62.6)                                  | 19.4 (66.9)                                  | 14.0 (57.2)                                  | 7.0 (44.6)                                   | −8.8 (16.2)                                  | −1.0 (30.2)                                  | −8.8 (16.2)                                  |
| Lượng Giáng thủy trung bình mm (inches)      | 34.8 (1.37)                                  | 23.1 (0.91)                                  | 18.4 (0.72)                                  | 14.8 (0.58)                                  | 4.0 (0.16)                                   | 0.0 (0.0)                                    | 0.0 (0.0)                                    | 0.0 (0.0)                                    | 0.1 (0.00)                                   | 3.1 (0.12)                                   | 20.4 (0.80)                                  | 30.4 (1.20)                                  | 149.1 (5.87)                                 |
| Số ngày giáng thủy trung bình (≥ 1.0 mm)     | 4.8                                          | 4.0                                          | 3.5                                          | 2.2                                          | 1.0                                          | 0.0                                          | 0.0                                          | 0.0                                          | 0.1                                          | 0.7                                          | 2.7                                          | 4.9                                          | 23.9                                         |
| Độ ẩm tương đối trung bình (%)               | 68                                           | 60                                           | 50                                           | 44                                           | 33                                           | 27                                           | 27                                           | 30                                           | 34                                           | 45                                           | 57                                           | 67                                           | 45                                           |
| Số giờ nắng trung bình tháng                 | 180.6                                        | 195.0                                        | 222.3                                        | 221.6                                        | 262.9                                        | 292.1                                        | 305.1                                        | 290.4                                        | 290.4                                        | 263.4                                        | 202.4                                        | 182.5                                        | 2.908,7                                      |
| Nguồn: NOAA                                  |                                              |                                              |                                              |                                              |                                              |                                              |                                              |                                              |                                              |                                              |                                              |                                              |                                              |